# Starosel, Plovdiv
Starosel (în bulgară Старосел) este un sat în comuna Hisarea, regiunea Plovdiv,  Bulgaria. 

## Demografie
Componența etnică a satului Starosel
     Bulgari (92,97%)
     Romi (1,07%)
     Nicio identificare (5,53%)
     Altele (0,41%)
La recensământul din 2011, populația satului Starosel era de 1.210 locuitori. Din punct de vedere etnic, majoritatea locuitorilor (92,97%) erau bulgari, cu o minoritate de romi (1,07%). Pentru 5,53% din locuitori nu este cunoscută apartenența etnică.